# Yusneylys Guzmán
Yusneylys Guzmán Lopez (née le 8 août 1996) est un lutteuse libre cubaine. Elle est médaillée d'or aux Jeux panaméricains et aux Championnats panaméricains de lutte. Elle est également trois fois médaillée, dont une fois en or, aux Jeux d'Amérique centrale et des Caraïbes. Guzmán participe à l'épreuve de lutte de moins de 50 kg aux Jeux olympiques d'été de 2020 à Tokyo, au Japon. Elle perd face à Vinesh Phogat en demi-finale mais se qualifie quand même pour les Jeux olympiques d'été de 2024 qui se tiennent à Paris, en France, alors que Vinesh Phogat, l'adversaire initial de Sarah Hildebrandt, est disqualifié avant le match final pour avoir été en surpoids de 100 grammes. Elle perd face à  Hildebrandt, mais remporte la médaille d'argent.

## Réalisations
| Année | Tournoi                                  | Emplacement             | Résultat | Événement       |
| ----- | ---------------------------------------- | ----------------------- | -------- | --------------- |
| 2014  | Jeux d'Amérique centrale et des Caraïbes | Veracruz, Mexique       | 2ème     | Freestyle 48 kg |
| 2018  | Jeux d'Amérique centrale et des Caraïbes | Barranquilla, Colombie  | 3ème     | 50 kg libre     |
| 2019  | Championnats panaméricains de lutte      | Buenos Aires, Argentine | 1er      | 50 kg libre     |
| 2019  | Jeux panaméricains                       | Lima, Pérou             | 2ème     | 50 kg libre     |
| 2023  | Championnats panaméricains de lutte      | Buenos Aires, Argentine | 3ème     | 50 kg libre     |
| 2023  | Jeux d'Amérique centrale et des Caraïbes | San Salvador, Salvador  | 1er      | 50 kg libre     |
| 2023  | Jeux panaméricains                       | Santiago, Chili         | 1er      | 50 kg libre     |
| 2024  | Jeux olympiques                          | Paris, France           | 2ème     | 50 kg libre     |